# Iran Fajr International 2005
Die Iran Fajr International 2005 im Badminton fanden vom 2. bis zum 5. Februar 2005 in Teheran statt.

## Sieger und Platzierte
| Disziplin    | Gold                              | Silber                              | Bronze                            |
| ------------ | --------------------------------- | ----------------------------------- | --------------------------------- |
| Herreneinzel | Erwin Djohan                      | Golam Reza Bagheri                  | Nikzad Shiri                      |
| Herreneinzel | Erwin Djohan                      | Golam Reza Bagheri                  | Hendra Wijaya                     |
| Dameneinzel  | Li Li                             | Shinta Mulia Sari                   | Linda Zechiri                     |
| Dameneinzel  | Li Li                             | Shinta Mulia Sari                   | Liu Fan Frances                   |
| Herrendoppel | Erwin Djohan Hendra Wijaya        | Arash Abdul Mohamadian Nikzad Shiri | Erick Anguiano Pedro Yang         |
| Herrendoppel | Erwin Djohan Hendra Wijaya        | Arash Abdul Mohamadian Nikzad Shiri | Wajid Ali Chaudhry Omar Zeeshan   |
| Damendoppel  | Liu Fan Frances Shinta Mulia Sari | Golnaz Faezi Behnaz Perzamanbin     | Saule Kustavletova Yuliya Okuneva |
| Damendoppel  | Liu Fan Frances Shinta Mulia Sari | Golnaz Faezi Behnaz Perzamanbin     | Mina Rawaghi Samira Zorra         |